# Ioan Prundeanu
Ioan Prundeanu, född 17 januari 1993, är en rumänsk roddare.

## Karriär
Vid olympiska sommarspelen 2020 i Tokyo slutade Prundeanu och Marian Enache på tredje plats i B-finalen i dubbelsculler, vilket var totalt nionde plats i tävlingen.